# Platow (Adelsgeschlecht)

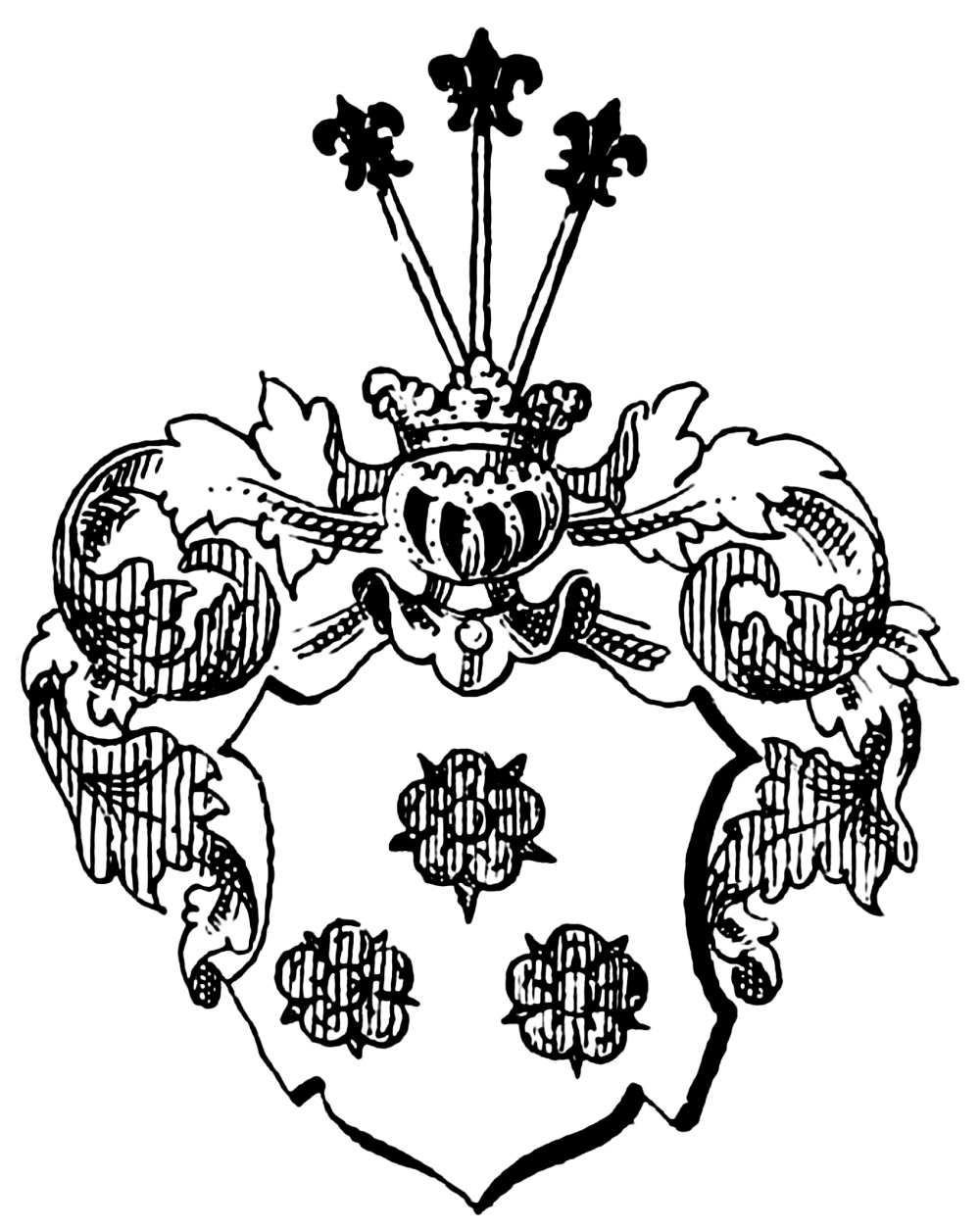
Wappen derer von Platen

Platow (auch Platen) ist der Name eines märkischen Adelsgeschlechtes, welches um das 15. Jahrhundert in der Mark Brandenburg und im Herzogtum Preußen (Ostpreußen) Besitzungen hatte.
Das Geschlecht ist zu unterscheiden von dem alten niedersächsischen Adelsgeschlecht von Plato, das auch ein anderes Wappen führt.

## Besitzungen

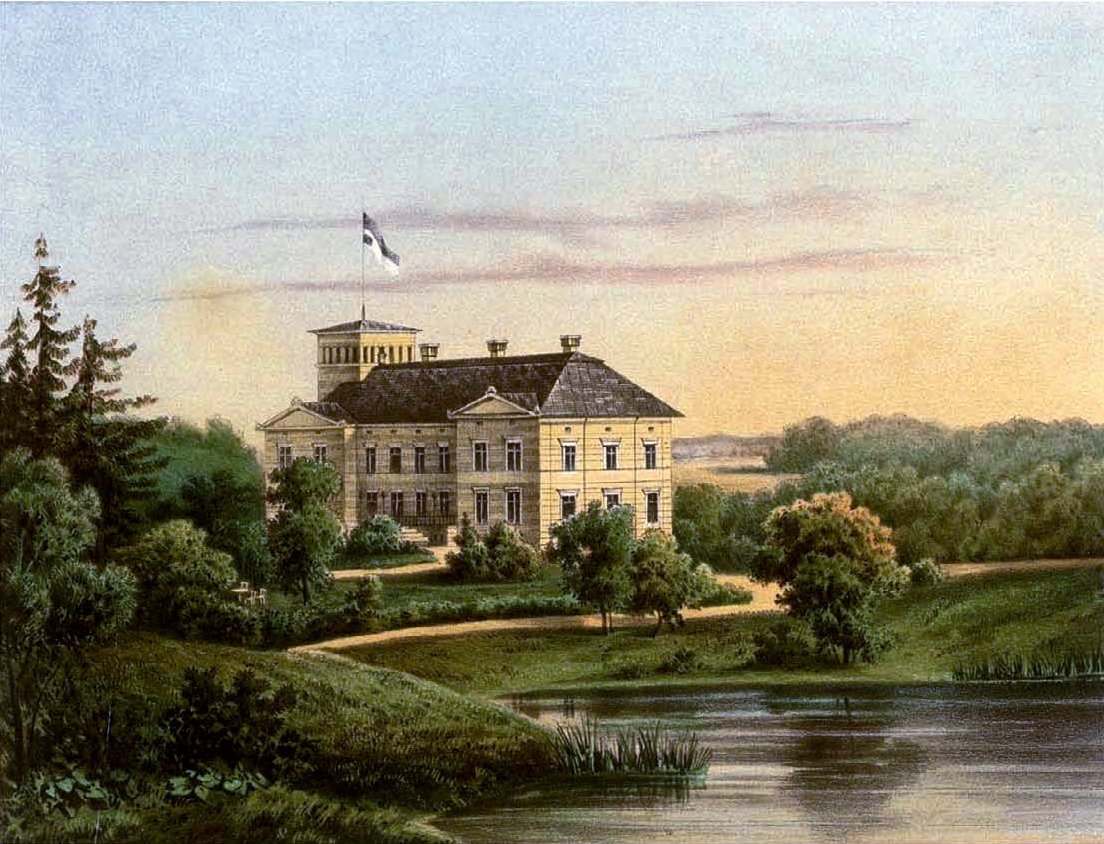
Rittergut Bauditten um 1860, Sammlung Alexander Duncker

Neben der Mark Brandenburg mit Booßen (1572), Haselberg (1455), Prötzel (1455), Reitwein (1578), Harnekopf (1580) und Blumenthal (1610) sowie Klessin (1635) war das Geschlecht auch in Ostpreußen begütert u. a. in Bauditten, Kanthen, Kattern, Mittelsdorf und Talpitten.

## Wappen
Der Schild zeigt in Silber drei rote Rosen und auf dem Helm drei Gartenlilien mit verschlungenen Stängeln.

## Namensträger
- Caspar von Platow (um 1570), Rittergutsbesitzer zu Reitwein und Booßen
- Conrad von Platow (um 1635), Kommissar des Kreises Lebus und Rittergutsbesitzer zu Klessin
- Hans von Platow (um 1606), Rittergutsbesitzer zu Prötzel